# Kuremaa
Kuremaa (est. Kuremaa järv) – jezioro w prowincji Jõgevamaa w gminie Palamuse. Położone jest około 2 km na północ od miejscowości Palamuse. Ma powierzchnię 397 hektarów, średnią głębokość 5,9 m, a maksymalną 13,3. Wypływa z niego rzeka Amme, która następnie przepływa przez jeziora Kaiavere, Elistvere i wpada do Emajõgi. Na północnym brzegu jeziora znajduje się rezerwat przyrody  (est. Kuremaa järveäärne puhkeala).